# Свечин, Владимир Владимирович
Владимир Владимирович Свечи́н (13 мая 1871, Дубровка — 21 сентября 1944 , Париж) — русский офицер, один из основателей автомобильного дела в России, председатель Союза ревнителей памяти императора Николая II.

## Биография
Происходил из старинного дворянского рода.
- 1893 — окончил Императорское училище правоведения (54-й выпуск)[2] и выдержал экзамен при бывшем 2-м военном Константиновском училище;
- 1893 — зачислен на действительную военную службу в лейб-гвардии Преображенский полк;
- 1905 — назначен флигель-адъютантом[3] к императору Николаю II;
- 1908 — участвовал в работе Второй международной автомобильной выставки в Москве;
- 1909 — избран товарищем председателя Императорского российского автомобильного общества (ИРАО);
- 1914 — в январе, на первом «Всероссийском съезде деятелей по шоссейному делу» избран председателем комитета;
- 1914 — в сентябре, назначен в особую комиссию по предварительной проверке документов и счетов Первой учебной автомобильной роты.

## Отличия
- 1913 — при посещении Николая II Четвёртой автомобильной выставки в Санкт-Петербурге «в знак особого благоволения» в связи хорошей организацией выставки и 10-летием Императорского Российского автомобильного общества (ИРАО), Владимиру Свечину Николаем II был пожалован чин полковника.

## Эмиграция
- Жил во Франции, в Бордо. Затем в Париже.
- Работал на заводе «Рено»
- Председатель Союза ревнителей памяти императора Николая II;
- В 1938 избран членом совета Российского монархического объединения[4];
- Умер в Париже 21 сентября 1944 года. Похоронен на кладбище Сент-Женевьев-де-Буа.